# Torghatten
Torghatten ist ein Berg in der Nähe von Brønnøysund in Norwegen mit einer besonderen geologischen Form. In seiner Mitte hat er ein etwa 35 Meter hohes und rund 160 Meter langes Loch. Entstanden ist es vermutlich durch Ausspülungen der Meeresbrandung während der immer noch andauernden postglazialen Landhebung nach Abschmelzen der Gletscher aus der letzten Kaltzeit.
Der Torghatten liegt auf der Insel Torget, der größten Insel der Kommune Brønnøy. Von seinem Fuße kann man das Loch in einer zirka 20- bis 30-minütigen Wanderung erreichen und hat einen Ausblick auf die norwegische Schärenlandschaft.

## Die Sage des Torghatten

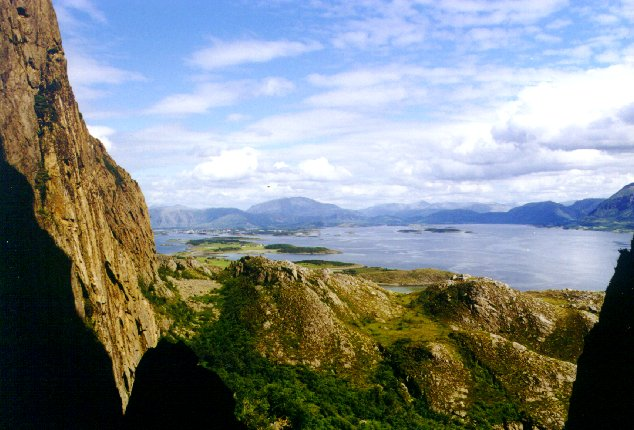
Ein Blick „aus dem Loch“ des Torghatten

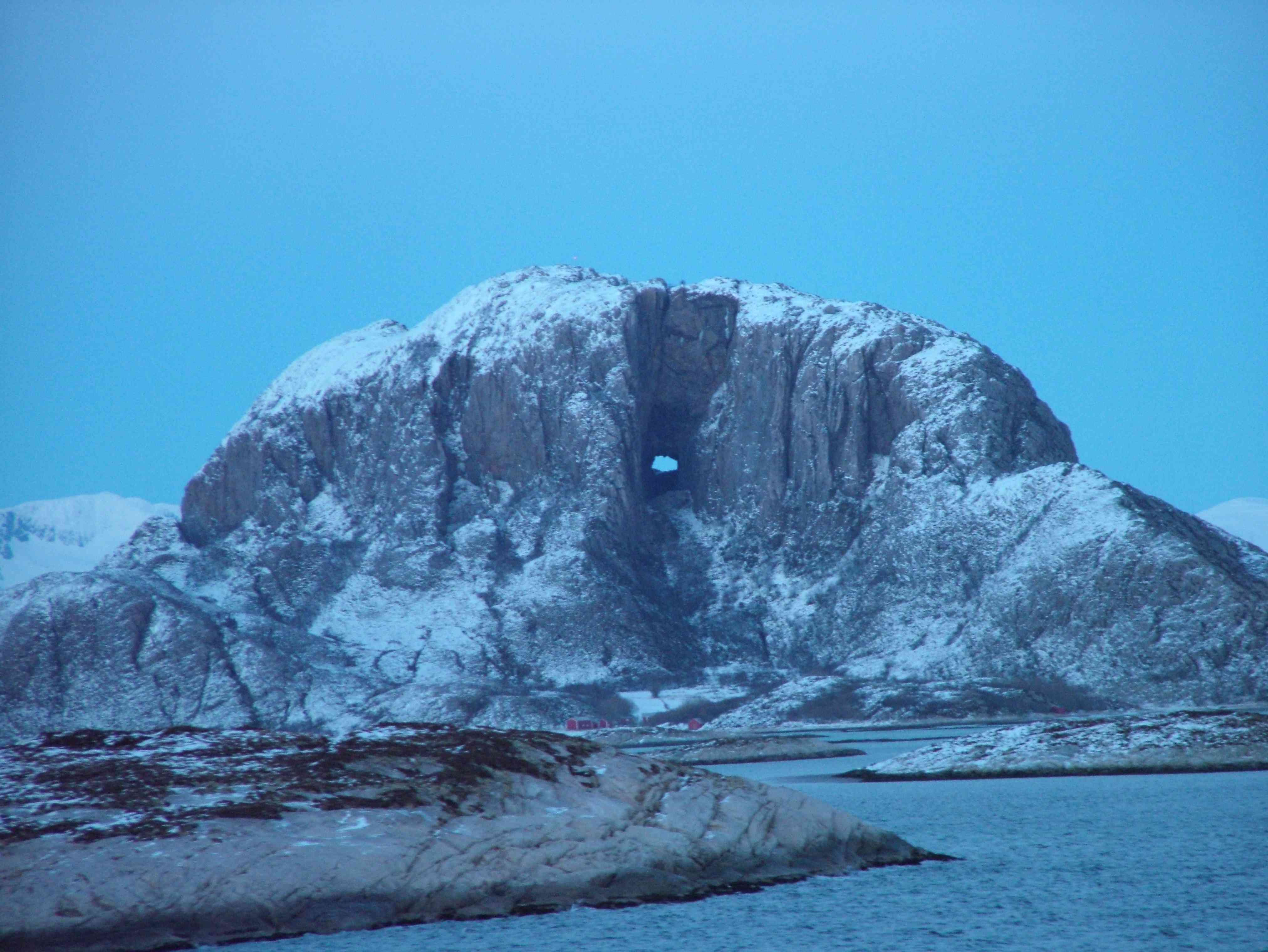
Torghatten im Winter

Um das Loch in dem Berg rankt sich eine Sage: Hestmannen, der ungehorsame Sohn des Trollkönigs Vågekallen, lebte in Svolvær. Auf der anderen Seite des Vestfjordes lebte der mächtige Trollkönig Sulitjelmakongen, der sieben Töchter hatte, von denen eine wilder als die andere war. Deshalb schickte Sulitjelmakongen seine Töchter zur ehrbaren Jungfrau Lekamøya. Eines schönen Abends schaute Hestmannen über den Vestfjord und sah Lekamøya ein Bad im Fjord von Landego nehmen und sich die Haare kämmen. Sofort begehrte Hestmannen sie. In voller Rüstung preschte er mit seinem Pferd über den Vestfjord. Lekamøya und die sieben Schwestern begaben sich auf eine wilde Flucht. Die sieben Schwestern konnten sich schon vorstellen, Hestmannen zum Gatten zu nehmen, und hockten sich bei Alstahaug nebeneinander hin. Doch Hestmannen würdigte sie keines Blickes, da er nur Augen für Lekamøya hatte. Als diese jedoch immer mehr Vorsprung gewann, nahm er seinen Bogen und schoss einen Pfeil auf sie ab. Dies beobachtete jedoch der König der Sømnaberge und warf seinen Hut in die Bahn des Pfeils. Der Hut blieb auf der Insel Torgar durchschossen liegen. Über die wilde Jagd vergaßen alle, wie kurz die Sommernächte im Norden sind, und schon ging die Sonne auf und alle versteinerten, wo sie gerade saßen oder standen: der Hut als Torghatten, die sieben Schwestern bei Sandnessjøen und Lekamøya auf der Insel Leka, wo sie Schutz gesucht hatte.

## Flugzeugunglück
Am Abend des 6. Mai 1988 verunglückte eine Dash 7 der norwegischen Fluggesellschaft Widerøe mit der Kennung LN-WFN auf ihrem Inlandsflug von Namsos nach Brønnøysund im dichten Nebel und schlechter Sicht an der Flanke des Berges. Alle 36 Menschen an Bord, 33 Passagiere und drei Besatzungsmitglieder, kamen ums Leben.

## Sonnenphänomen
Jonathan Christian Wilhelm Ritter (1775–1821), Geologe und Botaniker, schrieb 1806 über den Berg mit dem Felsentor: „Er hat seinen Namen, weil die Spitze einem Menschenkopf mit aufgesetztem Hute ähnlich ist. Man sieht darunter gleichsam ein einzelnes Auge…wodurch man die Sonne sehen kann.“ Den Zeitpunkt des Sonnenereignisses überlieferte er nicht.
Der griechische Seefahrer Pytheas berichtete um 330 v. Chr. von den Einwohnern „Thules“, dass sie ihm die Stelle zeigten „...wo sich die Sonne schlafen legt“. Aufzeichnungen Pytheas legen den Ort an die Küste des 65. Breitengrades. Es gibt Überlegungen, Torghatten könnte dieser Schlafplatz der Sonne sein.
2014 gelangen dem Norweger Harald Warholm aus Brüsund erste Fotos des Ereignisses. Das Sonnenphänomen findet jeweils Anfang Februar und Anfang November statt.